# Крокер (Вашингтон)
Крокер (енгл. Crocker) насељено је место без административног статуса у америчкој савезној држави Вашингтон.

## Демографија
По попису из 2010. године број становника је 1.268.
| Група             | 2000.    | 2010.         |
| Белци             | 0 (0,0%) | 1.140 (89,9%) |
| Афроамериканци    | 0 (0,0%) | 5 (0,4%)      |
| Азијати           | 0 (0,0%) | 13 (1,0%)     |
| Хиспаноамериканци | 0 (0,0%) | 53 (4,2%)     |
| Укупно            | 0        | 1.268         |